# Charles Richman
Pour les articles homonymes, voir Richman.

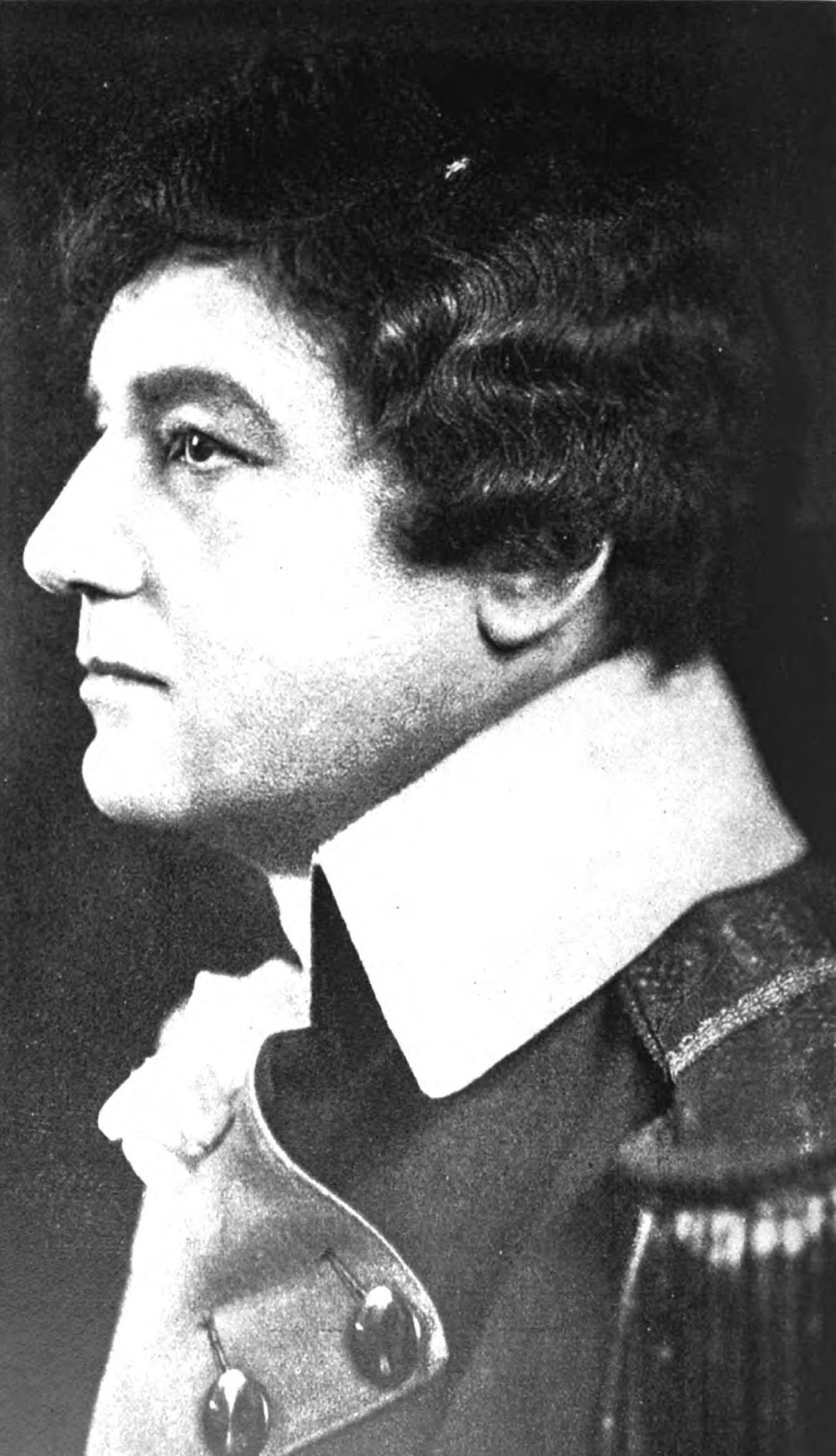
En 1916

Charles Richman est un acteur américain, né Charles J. Richman à Chicago (Illinois, États-Unis) le 12 janvier 1865, mort à New York (État de New York, États-Unis) le 1er décembre 1940.

## Biographie
Au théâtre, Charles Richman est très actif à Broadway (New York), où il joue de 1896 à 1936, exclusivement dans des pièces.
Au cinéma, il apparaît dans soixante-six films américains, entre 1914 et 1939 (dont vingt-huit muets jusqu'en 1923, puis un premier parlant en 1931).

## Filmographie partielle
- 1914 : Back to Broadway de Ralph Ince (court métrage)
- 1914 : The Man from Home de Cecil B. DeMille
- 1915 : L'Invasion des États-Unis (The Battle Cry of Peace) de Wilfrid North et J. Stuart Blackton
- 1916 : The Hero of Submarine D-2 de Paul Scardon
- 1917 : The Collie Market de James Stuart Blackton (court métrage)
- 1919 : Everybody's Business de J. Searle Dawley
- 1920 : Half an Hour de Harley Knoles
- 1920 : Le Séducteur (Harriet and the Piper) de Bertram Bracken
- 1921 : The Sign on the Door d'Herbert Brenon
- 1923 : Has the World gone mad ! de J. Searle Dawley
- 1931 : L'Assommoir (The Struggle) de D. W. Griffith
- 1934 : The President Vanishes de William A. Wellman
- 1935 : Becky Sharp de Rouben Mamoulian et Lowell Sherman
- 1935 : Biography of a Bachelor Girl d'Edward H. Griffith
- 1935 : La Clé de verre (The Glass Key) de Frank Tuttle
- 1935 : In Old Kentucky de George Marshall
- 1936 : My Marriage de George Archainbaud
- 1936 : La Folle Héritière (Under Your Spell) d'Otto Preminger
- 1936 : Gardez-les sous les verrous (Don't Turn 'em Loose) de Benjamin Stoloff
- 1936 : Mon ex-femme détective (The Ex-Mrs. Bradford) de Stephen Roberts
- 1937 : La Vie d'Émile Zola (The Life of Emile Zola) de William Dieterle
- 1937 : La Joyeuse Suicidée (Nothing Sacred) de William A. Wellman
- 1938 : Les Aventures de Tom Sawyer (The Adventures of Tom Sawyer) de Norman Taurog
- 1938 : Madame et son cowboy (The Cowboy and the Lady) d'Henry C. Potter
- 1939 : L'Île du diable (Devil's Island) de William Clemens
- 1939 : Victoire sur la nuit (Dark Victory) d'Edmund Goulding

## Théâtre
Pièces jouées à Broadway (comme acteur, sauf mention complémentaire)
- 1896 : The Countess Gucki, adaptation de Joseph Daly, d'après Franz von Schonthan
- 1899-1900 : Miss Hobbs de Jerome K. Jerome
- 1900-1901 : A Royal Family de Robert Marshall, avec Richard Bennett, George Irving
- 1900-1901 : Mrs. Dane's Defense d'Henry Arthur Jones, avec Guy Standing
- 1901 : Dora (Diplomacy) de Victorien Sardou, adaptation avec Guy Standing, William Worsley
- 1901 : L'Importance d'être Constant (The Importance of Being Earnest) d'Oscar Wilde
- 1901-1902 : The Wilderness d'H.V. Esmond
- 1902 : The Twin Sister de Ludwig Fulda, adaptation de Louis N. Parker
- 1903 : The Unforeseen de Robert Marshall
- 1903-1904 : Captain Barrington de Victor Mapes
- 1905 : La Mégère apprivoisée (The Taming of the Shrew) de William Shakespeare
- 1906 : Gallops de David Gray, avec Brandon Hurst (+ metteur en scène, expérience unique)
- 1906-1907 : The Rose of the Rancho de David Belasco et Richard Walton Tully
- 1908-1909 : The Fighting Hope de William J. Hurlbut, mise en scène de David Belasco, avec Blanche Bates
- 1909 : The Revellers, avec Ferdinand Gottschalk (+ auteur, expérience unique)
- 1910 : A Man's World de Rachel Crothers
- 1910 : Dora (Diplomacy) de Victorien Sardou, adaptation de George Pleydell, reprise, avec Milton Sills
- 1910-1911 : The Imposter de Leonard Merrick et Michael Morton
- 1911 : The Lights o' London de George R. Sims, avec Douglas Fairbanks
- 1911-1912 : Bought and Paid For de George Broadhurst (en), avec Frank Craven
- 1914 : Help wanted de Jack Lait, avec Jessie Ralph, Charles Ruggles
- 1915 : Sinners d'Owen Davis, avec Alice Brady, John Cromwell, Emma Dunn
- 1921 : Bought and Paid For de George Broadhurst (en), reprise, mise en scène de John Cromwell
- 1923 : L'École de la médisance (The School for Scandal) de Richard Brinsley Sheridan, avec Ethel Barrymore, Etienne Girardot, Walter Hampden, Violet Kemble-Cooper, Grant Mitchell
- 1923 : Home Fires d'Owen Davis
- 1924 : The Best People de David Gray et Avery Hopwood, avec Gavin Muir (adaptée au cinéma en 1925)
- 1925 : The Dagger de Marian Wightman, avec Ralph Morgan
- 1927 : We all do de Knud Wiberg et Marcel Strauss, avec Ann Shoemaker
- 1927 : Love is like that de S. N. Behrman et Kenyon Nicholson, avec Basil Rathbone, Lucile Watson
- 1927 : Ink de Dana Watterson Greeley
- 1929 : Ladies don't lie, adaptation d'Herman Bernstein, d'après Paul Frank, avec Spring Byington
- 1931 : In the Best of Families d'Anita Hart et Maurice Braddell
- 1931-1932 : Berlin de Valentine Williams et Alice Crawford, avec Sydney Greenstreet, Helen Vinson
- 1932 : Riddle Me This de Daniel N. Rubin, mise en scène de Frank Craven, avec Thomas Mitchell, Erin O'Brien-Moore, Frank Craven
- 1932 : The Girl Outside de John King Hodges et Samuel Merwin, avec Lee Patrick
- 1932-1934 : Biography de S. N. Behrman, avec Ina Claire
- 1934 : Jigsaw de Dawn Powell, avec Spring Byington, Ernest Truex, Helen Westley, Cora Witherspoon
- 1936 : And Stars remain de Julius J. et Philip G. Epstein, avec Clifton Webb